# Château de Qahqaheh
Le Château de Qahqaheh est un château de la ville de Mechguine-Chahr, en Iran, construit par les Séfévides.